# 658

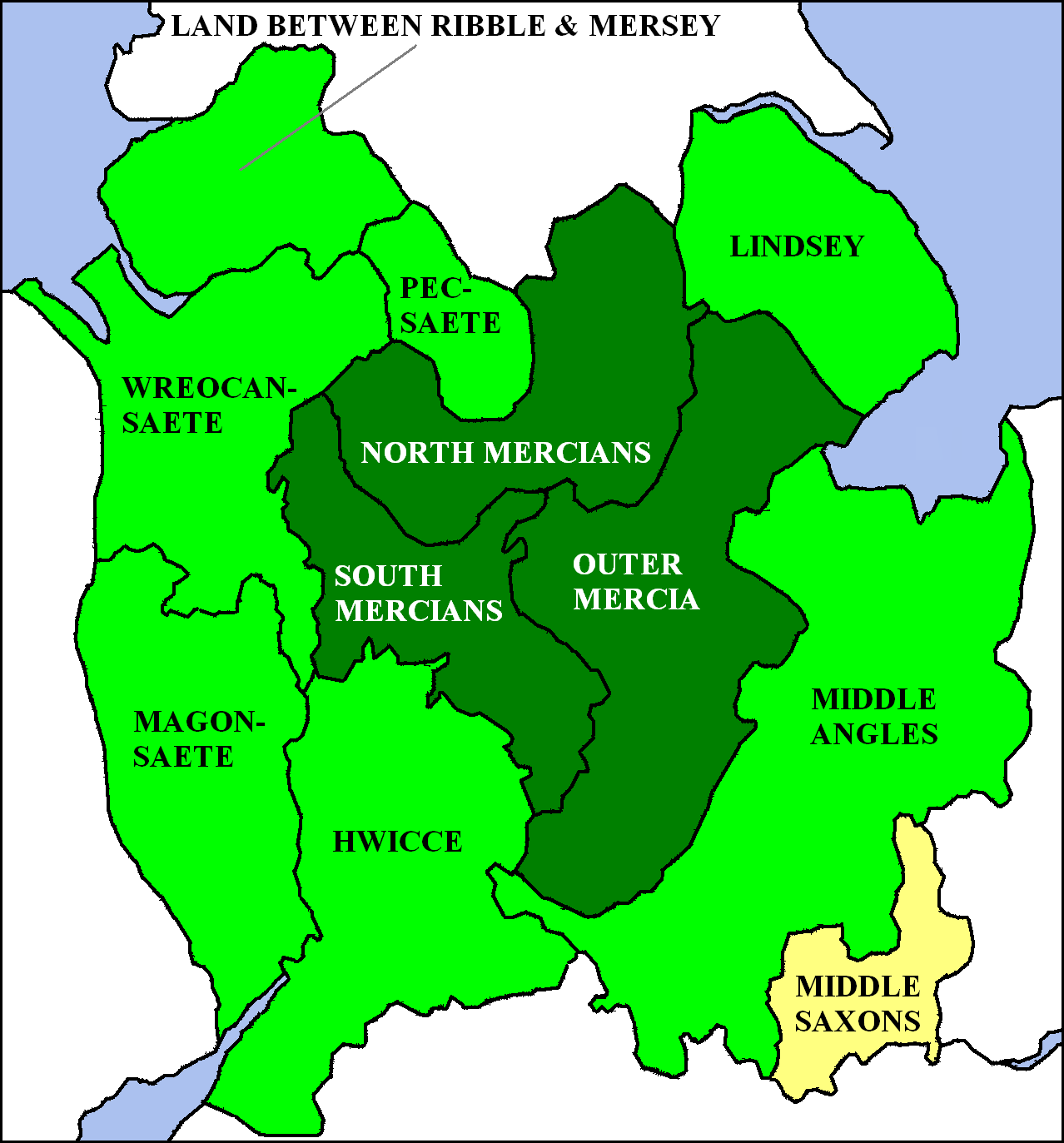
Koninkrijk Mercia (Midlands) in de 7e eeuw

Het jaar 658 is het 58e jaar in de 7e eeuw volgens de christelijke jaartelling.

## Gebeurtenissen

### Byzantijnse Rijk
- Keizer Constans II stuurt een Byzantijns expeditieleger naar de Balkan en onderwerpt tijdelijk de Avaren in Macedonië. Hij laat sommige stammen zich vestigen in Bithynië (huidige Turkije), deze worden als foederati (bondgenoten) ingezet in de oorlog tegen de Arabieren in Klein-Azië.

### Brittannië
- Wulfhere van Mercia, zoon van Peada, wordt door opstandige edelen tot koning uitgeroepen en verklaart Mercia (Midlands) opnieuw onafhankelijk. Hij drijft de aanhangers van koning Oswiu van Northumbria het land uit.

### Europa
- Ebroin volgt Erchinoald op als hofmeier van Neustrië. Hij probeert tijdens zijn strenge bewind de machtspositie uit te breiden naar Austrasië en Bourgondië.

## Geboren
- Willibrord, Angelsaksisch missionaris (waarschijnlijke datum)

## Overleden
- Clovis II, koning van Neustrië en Bourgondië (of 655)
- Erchinoald, hofmeier van Neustrië
- Samo, koning van de Slaven (waarschijnlijke datum)